# Oleofin
Oleofin, a.s. je česká obchodní společnost, která si v letech 2004-2009 nechávala ve společnosti Setuza formou práce ve mzdě zpracovávat suroviny na výsledné produkty, zejména rostlinné oleje, šroty, metylester řepkového oleje a prací prášky. 24. září 2010 byl na majetek společnosti prohlášen konkurs.

## Historie
8. srpna 2007 se jediným akcionářem stala společnost CAMPASPOL, která za akcie zaplatila 81 milionů korun. 5. června 2008 byla za 2 miliony korun zakoupena nově založená společnost Oleochem, která byla 1. července téhož roku prodána za 200 milionů korun Spolku pro chemickou a hutní výrobu. 29. srpna 2008 převedl CAMPASPOL svůj 100 % podíl v Oleofinu na společnost Via Chem Group, která následně navýšila vlastní kapitál Oleofinu kapitalizací pohledávky v hodnotě 200 milionů korun, odkoupené od maltské společnosti Pembroke Trading Limited. Hospodaření za rok 2008 skončilo ztrátou 234 milionů korun. Krátkodobé závazky z obchodních vztahů dosáhly výše 883 milionů korun, více než polovina byla po splatnosti.
20. ledna 2009 společnost emitovala na Slovensku dluhopisy v nominální hodnotě 300 milionů korun. Ministr zemědělství Petr Gandalovič (ODS) prosadil, aby tyto dluhopisy nakoupila státem vlastněná akciová společnost Podpůrný a garanční rolnický a lesnický fond. Ještě před vypořádáním transakce však nový ministr zemědělství Jakub Šebesta přesvědčil představenstvo PGRLF, aby od transakce ustoupilo. Hospodaření společnosti za rok 2009 skončilo ztrátou 146 milionů korun.
14. ledna 2010 Via Chem převedl všechny akcie Oleofinu na akciovou společnost Setuza. 25. března 2010 podala společnost Penny Market insolvenční návrh z důvodu předlužení společnosti Oleofin. Insolvenční soud vyhověl návrhu Oleofinu na vyhlášení moratoria, po jehož skončení však 27. července 2010 rozhodl o vyhlášení úpadku.